# Marius Gherman

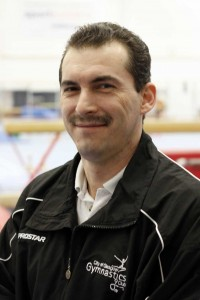
Marius Gherman 2009

Marius Gherman (* 14. Juli 1967 in Sibiu) ist ein ehemaliger rumänischer Kunstturner.
Er begann beim CSȘ Sibiu mit dem Turnen und wechselte später, nachdem er in den Nationalkader aufgenommen wurde, zum CS Dinamo Bukarest.
Gherman gewann bei den Turn-Europameisterschaften 1985 in Oslo die Bronzemedaille am Barren. Bei den Europameisterschaften 1987 in Moskau wurde er Vierter am Reck.
1988 nahm er an den Olympischen Spielen in teil. In Seoul gewann er punktgleich mit dem DDR-Turner Holger Behrendt Bronze am Reck. Außerdem wurde er Fünfter im Mehrkampf und am Barren und Siebter mit der rumänischen Mannschaft. 1989 gewann Gherman bei den Turn-Europameisterschaften im Sprung die Bronzemedaille.
In Barcelona nahm Gherman 1992 an seinen zweiten Olympischen Spielen teil und wurde im Mehrkampf und mit der Mannschaft jeweils Siebter. Seit 1987 hatte Gherman auch an allen Weltmeisterschaften teilgenommen. Sein bestes Ergebnis erreichte er 1993, als er bei den Weltmeisterschaften in Birmingham hinter dem Russen Sergei Charkow Vize-Weltmeister am Reck wurde.
Nach seinem Rücktritt wurde Marius Gherman 1997 Trainer in Großbritannien.